# Römischer Graf
Römischer Graf (wörtliche Übersetzung von Comes Romanus bzw. Conte Romano) war bis zur Reform der Titulaturen und Ehrenränge durch Papst Paul VI. ein durch die Römische Kurie sowohl an Laien wie auch an Geistliche erteilter Adelstitel, welcher entweder nur dem Ausgezeichneten persönlich verliehen wurde oder zuweilen auch in der männlichen Erstgeburt vererbbar war und durch bloße Voranstellung der Rangbezeichnung „Comes“, „Conte“ oder auch „Graf“ vor dem Familiennamen des Ausgezeichneten (ohne „de“, „von“ u. ä.) erkennbar war.
Der Titel stand weiters de jure allen päpstlichen Thronassistenten zu, also (Erz-)Bischöfen, die zu zeremoniellen Ehrendiensten an der Römischen Kurie berufen wurden.
Er ist zu unterscheiden vom „Conte Palatino“ (eigentlich: Conte del Sacro Palazzo Lateranense, lateinisch Comes palatinus Lateranus, manchmal auch „Graf des Lateranensischen Palastes“), der als päpstlicher Hofpfalzgraf ein vom 14. Jahrhundert bis 1841 vom Papst wie auch vom Kaiser vergebener, mit bestimmten hohen Funktionen des päpstlichen Hofstaates verbundener persönlicher Ehrentitel war.